# Nový Život (okres Dunajská Streda)
Nový Život (maďarsky Illésháza) je obec na Slovensku v okrese Dunajská Streda. Obec leží v Podunajské rovině v západní části Žitného ostrova. Územím obce protéká řeka Malý Dunaj. V obci žije přibližně 2 300 obyvatel.

## Časti obce
- Vojtechovce (maďarsky Bél-Vata, Bélvata, do roku 1948 oficiální název Bélvata)
- Tonkovce (maďarsky Kismagyar)
- Eliášovce (maďarsky Illésháza)
- Malý Máger

## Pamětihodnosti
- Římskokatolický kostel sv. Petra a Pavla, který se nachází v části Eliášovce – jednolodní původně gotická stavba z druhé poloviny 15. století s polygonálním ukončením presbytáře a věží tvořící součást její hmoty. Barokní úpravou kostel prošel v roce 1681, raněklasicistickou úpravou v letech 1770 až 1773 a 1780. Hlavní oltář je klasicistní z období kolem roku 1800. Na oltáři je umístěna gotická Madona z roku 1458. Na dvoře fary je původní gotická kamenná křtitelnice.[3][4]
- Zámeček (kaštel) v části Tonkovce, dvoupodlažní původně pozdně barokní stavba na půdorysu písmena U z 18. století. Výraznou eklektickou přestavbou a rozšířením prošel ve druhé polovině 19. století. Zámeček je v soukromém vlastnictví. Kolem zámečku se nachází rozlehlý krajinářský park.[5]